# توماس إيبرت
توماس إيبرت (بالدنماركية: Thomas Ebert)‏ هو مجدف دنماركي، ولد في 23 يوليو 1973 في روسكيلدا في الدنمارك.

## وصلات خارجية
- توماس إيبرت على موقع الاتحاد الدولي للتجديف (الإنجليزية)
- توماس إيبرت على موقع اللجنة الأولمبية الدولية (الإنجليزية)
- توماس إيبرت على موقع أوليمبيديا (الإنجليزية)